# Brajkovac (okręg rasiński)
Brajkovac (cyr. Брајковац) – wieś w Serbii, w okręgu rasińskim, w mieście Kruševac. W 2011 roku liczyła 319 mieszkańców.